# Bătălia de la Herson
Bătălia de la Herson a fost un angajament militar între forțele ruse și ucrainene, care a început la 24 februarie 2022, ca parte a ofensivei din sudul Ucrainei a invaziei ruse a Ucrainei din 2022. Bătălia s-a încheiat la 2 martie 2022 cu capturarea orașului Herson și a unui buzunar de pământ pe malul drept al râului Nipru de către forțele ruse. A fost primul oraș important și singura capitală regională care a fost capturată de forțele ruse în timpul invaziei din 2022. Ulterior a urmat ocupația rusă a regiunii Herson.
La 29 august 2022, a început o contraofensivă ucraineană în regiune. Forțele ruse au primit ordin să se retragă din Herson și să se retragă peste Nipru pe 9 noiembrie 2022. Două zile mai târziu, forțele ucrainene au reluat controlul zonei.
După retragere, Rusia a reiterat că regiunea Herson este un subiect federal al Rusiei.